# Sertindol
El sertindol es un antipsicótico de segunda generación que actúa como antagonista del receptor de dopamina D2, de la serotonina 5-HT2A y 5-HT2C y Receptor adrenérgico alfa 1. El fármaco es un derivado de fenilindol, y se reintrodujo en Europa en 2005 como tratamiento farmacológico de segunda línea después de haber sido voluntariamente retirado del mercado debido a preocupaciones sobre arritmias cardíacas y muertes súbitas debido a su efecto en el corazón. Sin embargo, se descubrió que el riesgo de mortalidad cardiovascular no difiere del de otros antipsicóticos atípicos, mientras que puede ser útil para pacientes en quienes otros antipsicóticos han fallado. El sertindol también carece de las propiedades sedantes inherentes a muchos otros medicamentos antipsicóticos. Sin embargo, se requiere monitoreo de ECG antes y durante el tratamiento.
El sertindol ha mostrado una afinidad moderada por los receptores H1-histaminérgicos y muscarínicos. También se caracteriza por su bajo potencial para causar sedación y síntomas extrapiramidales, y por un perfil metabólico aceptable.

## Uso indicado
El fármaco es empleado en esquizofrenia.

## Uso en embarazo y lactancia
Embarazo
No hay datos suficientes sobre el uso de sertindol en el embarazo de hembras de la especie Homo sapiens sapiens. Los antipsicóticos atípicos pueden usarse durante el embarazo cuando es necesario el tratamiento de la psicosis aguda o la enfermedad psicótica crónica. Si es posible, se prefieren olanzapina o quetiapina porque se tienen más experiencia documentada en el embarazo. El tratamiento con otros atípicos no es una indicación para la interrupción del embarazo. Además, una paciente embarazada que es estable con uno de los antipsicóticos menos conocidos no debe cambiarse a otro fármaco, ya que esto puede empeorar su salud. Sin embargo, se puede ofrecer una ecografía fetal detallada después de su uso en el primer trimestre. Se recomienda una atención psiquiátrica y obstétrica regular para diagnosticar a tiempo una recaída o complicaciones del embarazo (retraso del crecimiento intrauterino, contracciones prematuras). Se recomienda la observación del recién nacido para detectar síntomas de abstinencia o problemas de adaptación durante al menos 2 días cuando se hayan utilizado antipsicóticos atípicos hasta el momento del parto. Para prevenir trastornos de la adaptación neonatal, la reducción de la dosis o incluso la interrupción del tratamiento en los días inmediatamente anteriores al parto se puede discutir con el paciente si el curso clínico lo permite. Sin embargo, para prevenir una recaída en esta etapa vulnerable, la dosificación previa al embarazo debe iniciarse inmediatamente después del parto. El sertindol se clasifica en la Categoría C de Embarazo, aunque no existen datos en humanos disponibles sobre este medicamento que, sin embargo, no ha demostrado ningún efecto teratogénico en los estudios de reproducción animal.
Lactancia
Aunque con otros antipsicóticos de segunda generación las mujeres pueden amamantar a sus bebés, estos debe monitorizarse esperando efectos sedantes; sin embargo, no existen datos sobre el uso del sertindol en mujeres lactando, por lo que debe evitarse.